# Jannu
Der Jannu, auch Kumbhakarna, ist ein westlich vom Kangchendzönga gelegener, 7711 m hoher Berg im Himalaya, Nepal. Er ist mit dem Kangchendzönga durch einen langen Grat verbunden, zählt aber nicht als Nebengipfel. Er ist der 32.-höchste Berg der Erde. Unter Alpinisten ist er hauptsächlich wegen seiner sehr anspruchsvollen Nordrouten und der extremen klimatischen Bedingungen (Kälte und Sturm) bekannt.

## Kumbhakarna Ost
Der Jannu besitzt einen Nebengipfel, den 1,71 km ostnordöstlich gelegenen Kumbhakarna Ost (7468 m ⊙). Dieser besitzt eine Schartenhöhe von 148 m.

## Erstbesteigung
Die Erstbesteigung des Berges fand am 28. April 1962 durch Robert Paragot, Paul Kellar, René Desmaison und den Sherpa Gyalzen Mitchu und am 29. April 1962 durch Jean Ravier, Lionel Terray und den Sherpa Wangdi statt. Sie wählten eine Route über den Yamatarigletscher südlich des Berges bis zu einem großen Plateau, Thron genannt. Der weitere Weg ging über den Südostgrat zum Gipfel.

## Routen an der Nordseite
Die Nordflanke des Jannu zählt mit bis zu 3000 m Wandhöhe zu den größten und anspruchsvollsten alpinistischen Zielen der Erde. Namhafte Bergsteiger wie Erhard Loretan scheiterten an dieser Felswand.
- Nordwestwand: Die erste Route auf der Nordseite des Jannu eröffnete eine japanische Expedition 1976 in der Nordwestwand. Sie wurde bislang zweimal wiederholt, unter anderem von einer australischen Expedition im Jahr 2000, die den Versuch der Erstbegehung einer neuen Route aufgeben musste und auf die Japanerroute umschwenkte. Der Katalane Jordi Tozas versuchte sich im September 2007 im Alleingang an einer neuen Route in der Nordwestwand, scheiterte jedoch auf 6900 m Höhe.
- Nordwestgrat: Der sehr lange und schwierige Nordwestgrat, an dem bereits 1994 eine französische Expedition scheiterte, wurde vom 14. bis 21. Oktober 2007 von den Russen Valeri Babanov und Sergey Kofanov erstbegangen.
- Nordwand: Im Jahr 2004 kletterte eine russische Expedition im Bigwallstil erstmals durch die seit längerem von verschiedenen Spitzenbergsteigern umworbene Nordwand des Jannu, die zu den am schwierigsten zu erkletternden Wänden überhaupt zählt. Tomo Česen fand angeblich bereits 1989 bei einer Solobesteigung eine weitere Route, es wird aber angezweifelt, ob er überhaupt den Gipfel erreichte.